# Hunters of Dune
Hunters of Dune là quyển đầu tiên trong số hai cuốn sách được viết bởi Brian Herbert và Kevin J. Anderson để kết thúc loạt tiểu thuyết khoa học viễn tưởng gốc Dune của Frank Herbert.